# Liste statistischer Zeitschriften
Dies ist eine Liste wissenschaftlicher Zeitschriften zum Fachgebiet Statistik. 
Zeitschriften, die das Erscheinen eingestellt haben, werden am Ende jedes Abschnitts unter der Überschrift Historisch geführt. Bei Zeitschriften, die noch keinen eigenen Wikipedia-Artikel haben, ist zusätzlich zum Namen der Zeitschrift die ISSN mit Verlinkung zur Zeitschriftendatenbank angegeben.

## Statistikzeitschriften, allgemein
- Annales de l'Institut Henri Poincaré. B, Probability and Statistics, ISSN 0246-0203
- AStA Advances in Statistical Analysis
- Australian & New Zealand Journal of Statistics, ISSN 1369-1473
- Austrian Journal of Statistics
- Bernoulli, ISSN 1350-7265[1]
- Brazilian Journal of Probability and Statistics, ISSN 0103-0752[2]
- Communications in Statistics – Theory and Methods, ISSN 0361-0926[3]
- Current Index to Statistics
- Electronic Journal of Applied Statistical Analysis, ISSN 2070-5948
- Electronic Journal of Statistics, ISSN 1935-7524
- ESAIM: Probability and Statistics, ISSN 1262-3318
- Far East Journal of Theoretical Statistics
- International Journal of Statistics and Probability, ISSN 1927-7032
- International Statistical Review, ISSN 0020-8779[4]
- Japanese Journal of Statistics and Data science, ISSN 2520-8764
- Journal of Applied Statistics, ISSN 0266-4763
- Journal of the Indian Society for Probability and Statistics, ISSN 2364-9569[5]
- Journal of the Korean Statistical Society, ISSN 1226-3192
- Journal of Statistical Theory and Practice, ISSN 1559-8608[6]
- Journal of the American Statistical Association
- Journal of the Royal Statistical Society, Series A (Statistics in Society), ISSN 0964-1998[7]
- Journal of the Royal Statistical Society, Series B (Statistical Methodology), ISSN 1369-7412[8]
- Journal of the Royal Statistical Society, Series C (Applied Statistics), ISSN 0035-9254[9]
- Metrika
- Metron, ISSN 0026-1424[10]
- Open Journal of Statistics, ISSN 2161-718X
- Probability and Mathematical Statistics, ISSN 0208-4147
- Revstat, ISSN 1645-6726
- Sankhyā, Series A, Mathematical Statistics and Probability, ISSN 0976-8378[11]
- Sankhyā, Series B, Applied and Interdisciplinary Statistics, ISSN 0976-8394[12]
- Scandinavian Journal of Statistics, ISSN 0303-6898[13]
- Significance, ISSN 1740-9705
- Stat, ISSN 2049-1573[14]
- Statistica Neerlandica, ISSN 0039-0402
- Statistica Sinica, ISSN 1017-0405
- Statistical Methodology, ISSN 1572-3127
- Statistical Papers
- Statistical Science, ISSN 2168-8745[15]
- Statistical Theory and Related Fields, ISSN 2475-4269
- Statistics: A Journal of Theoretical and Applied Statistics, ISSN 0233-1888 [16]
- Statistics and Probability Letters, ISSN 0167-7152[17]
- Statistics Surveys
- Swiss Journal of Economics and Statistics, ISSN 2673-2777[18]
- Test, ISSN 1133-0686[19]
- The American Statistician
- The Annals of Applied Statistics
- The Annals of Statistics
- The Annals of the Institute of Statistical Mathematics, ISSN 0020-3157[20]
- The Canadian Journal of Statistics, ISSN 0319-5724
- Theory of Probability and Mathematical Statistics, ISSN 0094-9000

Historisch
- Allgemeines Statistisches Archiv (1890–2006, Fortsetzung: AStA Advances in Statistical Analysis, AStA Wirtschafts- und Sozialstatistisches Archiv)
- Das Arbeitsgebiet der Bundesstatistik (1958–1997, ISSN 0072-162X)
- Deutsche Rundschau für Geographie und Statistik (1879–1910, DNB 522233-3)
- Electronic journal for history of probability and statistics, (2005–2013, ISSN 1773-0074)
- International Journal of Abstracts: Statistical Theory and Method (1959–1963, ZDB-ID 2014413-1)[21]
- Journal of the Royal Statistical Society, Series A (General) (1948–1987, ISSN 0035-9238)[22]
- Mitteilungsblatt / Österreichische Statistische Gesellschaft (1983–1984, Vorgänger: Mitteilungsblatt der Österreichischen Gesellschaft für Statistik und Informatik, Fortsetzung: Österreichische Zeitschrift für Statistik und Informatik)
- Mitteilungsblatt der Österreichischen Gesellschaft für Statistik und Informatik (1971–1982, Nachfolger: Mitteilungsblatt / Österreichische Statistische Gesellschaft)
- Mitteilungsblatt für mathematische Statistik (1949–1954)[23]
- Mitteilungsblatt für mathematische Statistik und ihre Anwendungsgebiete (1955–1957)[24]
- Journal of the Royal Statistical Society, Series D (The Statistician) (1987–2003, ISSN 0039-0526)[25]
- Österreichische Zeitschrift für Statistik (1995–1997, Fortsetzung: Austrian Journal of Statistics, Vorgänger: Österreichische Zeitschrift für Statistik und Informatik)
- Österreichische Zeitschrift für Statistik und Informatik (1985–1994, Fortsetzung: Österreichische Zeitschrift für Statistik, Vorgänger: Mitteilungsblatt / Österreichische Statistische Gesellschaft)
- Revue de l'Institut International de Statistique (1933–1971, ISSN 0373-1138)[26]
- Sankhyā (1933–1969, 2003–2007), ISSN 0972-7671[27]
- Statistical Theory and Method Abstracts (1964–2001, ISSN 0039-0518; 2001–2004, ISSN 0039-0518)[28]
- Statistical Theory and Method Abstracts - Zentralblatt (2006–2013, ZDB-ID 2251843-5)
- Statistics & Decisions: International Journal for Statistical Theory and Related Fields (1982–2011, ISSN 0721-2631)[29]
- Statistische Hefte (1960–1987, Fortsetzung: Statistical Papers)
- Statistische Praxis: Zeitschrift für Rechnungsführung und Statistik (1946–1979, ISSN 0039-064X)
- Statistische Vierteljahresschrift (1948–1957, ISSN 0255-7479)[30]
- The Annals of Mathematical Statistics (1930–1972, Fortsetzung: The Annals of Statistics, The Annals of Probability)
- The Statistician, siehe Journal of the Royal Statistical Society, Series D (The Statistician)[31]
- Zeitschrift für schweizerische Statistik (1865–1915)[32]
- Zeitschrift für schweizerische Statistik und Volkswirtschaft (1916–1944)[33]

## Statistikzeitschriften bezogen auf methodische Teilgebiete

### Ausbildung
- Journal of Statistics and Data Science Education, ISSN 2693-9169[34]
- Stochastik in der Schule, ISSN 1614-0443[35]
- Teaching Statistics, ISSN 0141-982X[36]
- Technology Innovations in Statistics Education, ISSN 1933-4214[37]

Historisch
- Journal of Educational Statistics (1976–1994, ISSN 0885-3525)
- Journal of Statistics Education (1993–2020, ISSN 1069-1898)[38]

### Berechnung und Simulation
- Communications in Statistics – Simulation and Computation, ISSN 0361-0918
- Computational Statistics, ISSN 0943-4062
- Computational Statistics & Data Analytics, ISSN 0167-9473
- Journal of Computational and Graphical Statistics, ISSN 1061-8600[39]
- Journal of Statistical Computation and Simulation, ISSN 0094-9655
- Journal of Statistical Software, ISSN 1548-7660
- Statistics and Computing, ISSN 0960-3174[40]
- The R Journal (nur Weiterleitung), ISSN 2073-4859
- The Stata Journal, ISSN 1536-867X
- WIREs Computational Statistics, ISSN 1939-5108[41]

### Erhebungsverfahren
- Journal of Survey Statistics and Methodology, ISSN 2325-0984[42]
- Survey Methodology

Historisch
- Sankhyā, Series C, Sample Surveys, Theory and Practice (1974–1980), ISSN 0379-5195[43]

### Inferenz
- Bayesian Analysis, ISSN 1936-0975[44]
- Extremes, ISSN 1386-1999
- Journal of Nonparametric Statistics, ISSN 1048-5252[45]
- Journal of Statistical Planning and Inference, ISSN 0378-3758[46]
- Statistical Inference for Stochastic Processes, ISSN 1387-0874

### Klassifikation und Mustererkennung
- Journal of Classification, ISSN 0176-4268
- Pattern Recognition, ISSN 0031-3203
- Pattern Recognition Letters, ISSN 0167-8655

### Modellierung
- Statistical Modelling, ISSN 1471-082X
- Structural Equation Modeling, ISSN 1070-5511

### Prognose und Zeitreihen
- International Journal of Forecasting, ISSN 0169-2070
- Journal of Time Series Analysis, ISSN 0143-9782

### Verschiedene Teilgebiete
- Communications in Statistics: Case Studies, Data Analysis and Applications, ISSN 2373-7484
- Journal of Multivariate Analysis, ISSN 0047-259X[47]
- Lifetime Data Analysis, ISSN 1380-7870
- Mathematical Statistics and Learning, ISSN 2520-2316[48]
- Mathematical Methods of Statistics, ISSN 1066-5307[49]
- Spatial Statistics, ISSN 2211-6753
- Statistical Analysis and Data Mining, ISSN 1932-1864 [50]
- Statistics and Its Interface, ISSN 1938-7989
- Statistics and Risk Modeling, ISSN 2193-1402

## Statistikzeitschriften bezogen auf Anwendungsbereiche

### Biometrie, Medizin, Pharmazie
- Biometrical Journal
- Biometrics, ISSN 0006-341X[51]
- Biometrika
- Biostatistics, ISSN 1465-4644
- Journal of Biopharmaceutical Statistics
- Pharmaceutical Statistics
- Statistical Applications in Genetics and Molecular Biology, ISSN 1544-6115
- Statistics in Biopharmaceutical Research, ISSN 1946-6315 [52]
- Statistics in Medicine, ISSN 0277-6715
- The International Journal of Biostatistics, ISSN 1557-4679

Historisch
- Biometrische Zeitschrift (1959–1976, Fortsetzung: Biometrical Journal)

### Chemie, Physik, Technik
- Chemometrics and Intelligent Laboratory Systems
- Journal of Chemometrics
- Journal of Statistical Mechanics: Theory and Experiment
- Journal of Statistical Physics, ISSN 0022-4715
- Physica A: Statistical Mechanics and its Applications, ISSN 0378-4371
- Technometrics, ISSN 0040-1706[53]

### Ökonomie
- AStA Wirtschafts- und Sozialstatistisches Archiv
- Econometric Theory
- Econometrica
- Jahrbücher für Nationalökonomie und Statistik
- Journal of Applied Econometrics
- Journal of Business & Economic Statistics, ISSN 0735-0015[54]
- Journal of Econometrics
- Statistics & Risk Modelling: with Applications in Finance, ISSN 2193-1402 [55]
- The Review of Economics and Statistics
- Wirtschaft und Statistik

Historisch
- Mathematische Operationsforschung und Statistik (1970–1976, ISSN 0047-6277)[56]
- Mathematische Operationsforschung und Statistik / Series Statistics (1977–1984, ISSN 0323-3944)[57]
- Der National-Oekonom – Zeitschrift für Volkswirtschaft und Statistik (1888–1920)[58]

### Psychologie
- British Journal of Mathematical and Statistical Psychology, ISSN 0007-1102
- Psychometrika, ISSN 0033-3123

### Umwelt und Ökologie
- Journal of Agricultural, Biological, and Environmental Statistics, ISSN 1085-7117[59]
- Environmental and Ecological Statistics, ISSN 1352-8505

### Verschiedene Anwendungsbereiche
- Journal of Educational and Behavioral Statistics, ISSN 1076-9986
- Journal of Quantitative Analysis in Sports ISSN 2194-6388[60]
- Stadtforschung und Statistik, ISSN 0934-5868
- Statistical Journal of the IAOS : Journal of the International Association for Official Statistics, ISSN 1874-7655
- Statistics and Public Policy, ISSN 2330-443X[61]

## Zeitschriften aus Nachbargebieten mit Statistikbezug

### Angewandte Wahrscheinlichkeitstheorie
- ALEA: Latin American Journal of Probability and Mathematical Statistics, ISSN 1980-0436
- Combinatorics, Probability & Computing, ISSN 0963-5483
- Advances in Applied Probability, ISSN 0001-8678[62]
- Journal of Applied Probability, ISSN 0021-9002
- Probability Theory and Related Fields, ISSN 0178-8051[63]
- Stochastics, ISSN 0090-9491
- Stochastic Analysis and Applications, ISSN 0736-2994
- Stochastic Processes and their Applications, ISSN 0304-4149[64]
- The Annals of Applied Probability
- Theory of Probability & Its Applications, ISSN 0040-585X[65]

Historisch
- Zeitschrift für Wahrscheinlichkeitstheorie und verwandte Gebiete (1962–1985, ISSN 0044-3719)[66]

### Finanzwirtschaft
- Journal of Computational Finance, ISSN 1460-1559
- Finance and Stochastics, ISSN 0949-2984
- Mathematical Finance
- Quantitative Finance, ISSN 1469-7688[67]
- SIAM Journal on Financial Mathematics, ISSN 1945-497X

### Operations Research und Logistik
- Central European Journal of Operations Research
- Mathematical Methods of Operations Research
- Naval Research Logistics, ISSN 0894-069X[68]
- Operations Research Proceedings
- OR Spectrum, ISSN 0171-6468[69]

Historisch
- Ablauf- und Planungsforschung (1961–1971, Fortsetzung: Zeitschrift für Operations-Research)
- Central European Journal of Operations Research and Economics (seit 1993, später Central European Journal of Operations Research)
- Mathematische Operationsforschung und Statistik / Series Optimization (1977–1984, ISSN 0323-3898)[70]
- Methods of Operations Research (1980–1991, ISSN 0173-752X)[71]
- Naval Research Logistics Quarterly (1954–1986, ISSN 0028-1441)[72]
- Operations-Research-Spektrum (1979–1998), siehe OR Spectrum
- OR-Spektrum (1999–2001), siehe OR Spectrum
- Operations-Research-Verfahren (1963–1979, ISSN 0078-5318)[73]
- Proceedings in Operations Research (1972–1980, Fortsetzung: Operations Research Proceedings)
- Unternehmensforschung (1956–1971, Fortsetzung: Zeitschrift für Operations-Research)
- Zeitschrift für Operations-Research (1972–1987, Fortsetzung: ZOR – Methods and Models of Operations Research)
- ZOR – Methods and Models of Operations Research (1988–1995, Fortsetzung: Mathematical Methods of Operations Research)

### Quantifizierung von Unsicherheit und Risiko
- Energy Risk, ISSN 1742-4305[74]
- International Journal of Uncertainty, Fuzziness and Knowledge-Based Systems, ISSN 0218-4885[75]
- Journal of Risk, ISSN 1465-1211[76]
- Journal on Uncertainty Quantification, ISSN 2166-2525[77]
- Risk Analysis, ISSN 0272-4332[78]
- The Journal of Risk Model Validation

Historisch
- Risknews (2004–2005)

### Versicherungsmathematik
- Der Aktuar
- European Actuarial Journal
- Insurance: Mathematics and Economics

### Weitere Nachbargebiete
- Advances in Data Analysis and Classification – ADAC, ISSN 1862-5347[79]
- Ifo Schnelldienst
- International Journal of System Science, ISSN 0020-7721[80]
- Kybernetika, ISSN 0023-5954
- Queuing Systems. Theory and Applications, ISSN 0257-0130
- Weltwirtschaftliches Archiv

Historisch
- Archiv für mathematische Wirtschafts- und Sozialforschung (1935–1942)[81]
- Energy & Power Risk Management (1999–2003, ISSN 1362-5403)[82]
- Sankhyā, Series D, Quantitative Economics (1978–1980), ZDB-ID 164760-X
- Systems Analysis, Modelling, Simulation (1984–2003, Fortsetzung: International Journal of Systems Science)
- Zeitschrift für handelswissenschaftliche Forschung (1906–1963, Fortsetzung: Schmalenbachs Zeitschrift für betriebswirtschaftliche Forschung)

## Monographische Statistikreihen
- Frontiers in Statistical Quality Control, ISSN 2698-2706[83]
- Indian Statistical Institute Lecture Notes Series, ISSN 0258-1736 [84]
- Institute of Mathematical Statistics Collections, ISSN 1939-4039[85]
- Lecture Notes in Statistics, ISSN 0930-0325 [86]
- Springer Series in Statistics, ISSN 0172-7397[87]
- Statistik und ihre Anwendungen, ISSN 2627-5317
- Theory and Decision Library, Series B, ISSN 0921-3392[88]

Historisch
- Lecture Notes – Monograph Series (1981–2009, ISSN 0749-2170)[89]
- Schriftenreihe Forum der Bundesstatistik (1984–2004, DNB 011421096)
- Schriftenreihe Spektrum Bundesstatistik (2002–2006, DNB 967142652)
- Sonderhefte zum Allgemeinen Statistischen Archiv (1970–1999)

## Monographische Reihen aus Nachbargebieten mit Statistikbezug
- Lecture Notes in Economics and Mathematical Systems, ISSN 0075-8442[90]
- Schriften zur quantitativen Wirtschaftsforschung, ISSN 0172-8369[91]
- Theory and Decision Library, Series A, ISSN 0921-3384[92]
- Theory and Decision Library, Series C, ISSN 0924-6126[93]
- Theory and Decision Library, Series D, ISSN 0921-3406[94]

Historisch
- Beiträge zur experimentellen Wirtschaftsforschung (1967–1978, ISSN 0340-6784)
- Frankfurter wirtschafts- und sozialwissenschaftliche Studien (1957–1975, ISSN 0532-6028)[95]
- Theory and Decision Library (1974–1986, ISSN 0921-3376)[96]
- Lecture Notes in Operations Research and Mathematical Systems: Economics, Computer Science, Information and Control (1967–1971)